# اکبر ثبوت
اکبر ثبوت متولد ۱۳۲۴ خورشیدی در تهران، استاد دانشگاه و پژوهشگر تاریخ و فلسفه اسلامی است. او پژوهش‌های بسیاری در زمینه‌ جنبش‌های اجتماعی و فکری ایران، پیوندهای فرهنگی ایران و شبه قاره هند، حافظ شناسی، صدراشناسی، تاریخ موسیقی، مطالعات تشیع و دیگر موضوعات حقوقی، سیاسی و اجتماعی در کارنامه خود دارد.  

## تولد و تحصیلات
اکبر ثبوت در ۱۳۲۴ در تهران متولد شد. پس از پایان دوره ابتدایی و متوسطه در سال ۱۳۴۴  وارد رشته قضایی در دانشگاه تهران شد و همزمان در دانشکده های حقوق، الهیات و ادبیات  به تحصیل پرداخت. در میان استادان ایشان می توان به مهدی الهی قمشه ای، محمود شهابی، دکتر غلامحسین صدیقی، دکتر یحیی مهدوی، دکتر امیر حسین آریان پور و دکتر احمد فردید اشاره کرد. همزمان با تحصیل در مقطع متوسطه و بعدها دانشگاه، او دروس حوزه ای را نیز در محضر علمایی همچون ابوالحسن شعرایی، محمد تقی آملی، شیخ حسین حلی و شیخ آقابزرگ تهرانی گذراند. اکبر ثبوت، پیش از انقلاب، بارها به علت فعالیت های سیاسی دستگیر و زندانی شد.

## اشتغالات پژوهشی
ثبوت یکی از پژوهشگران حوزه تاریخ و حکمت اسلامی و مشاور گروه فلسفه بنیاد دائرةالمعارف اسلامی است. از او سخنرانی و مقاله‌های متعددی در رسانه‌ها دربارهٔ انقلاب مشروطه منتشر شده‌است.

## کتاب جنجال برانگیز
اکبر ثبوت از بستگان آقا بزرگ تهرانی، شاگرد آخوند خراسانی، است. او در کتابی با نام «دیدگاه‌های آخوند خراسانی و شاگردانش» مدعی شد که آقا بزرگ تهرانی در دیدارهایی که با آخوند خراسانی داشته، نظراتی از  او را در ارتباط با ولایت فقیه و حاکمیت فقیهان بر جامعه، نوشته و ثبت کرده‌است. بخشى از این کتاب، دلایل مخالفت آخوند خراسانى با مشروعه‏‌خواهان و حکومت طبقه روحانى بر کشور را دربرمی‌گیرد. این کتاب اجازه انتشار نیافت اما انتشار گسترده غیر رسمی آن باعث بروز چالش‌ها و نقدهایی در رسانه‌ها و جامعه گردید.

## سایر تالیفات
برخی از آثار او (تالیف، ترجمه و تصحیح) عبارتند از:
- موسیقی ایرانی در سرزمین عربی حیره
- بررسی و نقد کتاب تاریخ موسیقی خاورزمین نوشته هنری جورج فارمر
- موسیقی در اسلام، گفتار اول: در احادیث معصومان و گفتار دوم: عبدالله بن جعفر و نقش او در ترویج موسیقی
- الهیات و پیام آوری در آیین مانوی و آیینه ای دیگر
- سبزواری و حکمت ایران باستان
- گوشه ای از جایگاه مثنوی در تاریخ و فرهنگ ما
- مولانا در نگاه سه دانای شیعی
- مسلمانان غیرشیعی و غیر مسلمانان در آرا و برخوردهای فیض کاشانی
- دموکراسی در سقیفه
- در نقد شناخت ناپذیر کردن رخداد عاشورا
- تکلیف به ترکِ مسلکِ استبداد
- نقش زن ایرانی از رویداد تحریم تنباکو تا شهریور ۱۳۲۰
- ترجمان رنج های محرومان، به مناسبت سالگرد درگذشت پروین اعتصامی
- شیوه های سیا برای نابود کردن دولت های ملی
- استقلال و انقلاب فرهنگی
- نقش اندیشه های مخالف در خلق شاهکارهای دینی فرهنگی
- امام علی و نقش مردم در حکومت
- همراه با تحول اجتهاد
- ترجمه فارسی دو جلد از الغدیر
- شرح خطبه اول نهچ البلاغه، تقریرات آخوند ملامحمد کاظم خراسانی
- فقه مشروعه، فقه مشروطه، نگاهی به تفاوت های نگاه فقهی شیخ فضل الله نوری و آخوند خراسانی
- عقل گرایی در شیعی گری
- مدارس اسلامی هند و جایگاه فرهنگ ایران در آن
- فیلسوف شیرازی در هند
- حافظ شناسی در شبه قاره
- حافظ و پیر گلرنگ
- نگاهی به تفسیر سر سید احمد خان
- حوزه فرنگی محل و کتاب شرح  الهدایة
- نگاهی به پیوندهای فرهنگی ایران و هند
- شرح هدایه صدرا در هند
- غالب و اندیشه وحدت وجود
- فیلسوف نونهره از واپسین حلقه های اتصال حکمت ایرانی و هندی
- نقد های فیلسوف نونهره بر متاله سبزواری
- قاضی شوشتری و تصوف
- سهروردی در هند
- جهان آرا بیگم
- احیا متون و پژوهش متن شناسی در شبه قاره
- نفوذ فرهنگ و تمدن ایران در شبه قاره
- نگاهی به ملفوظات شاه عالَم
- داستان زندگی بودا به روایت شیخ صدوق و تحریر ها و ترجمه های آن
- فصلی از پیوندهای فرهنگی ایران و شبه قاره: بودا و اندیشه های او در سروده های پارسی گویان متاخر
- نسخه هایی از آثار ابن سینا در هند
- عبدالله بن میمون و اسماعیلیان
- اشراق گرایی ایرانیان از گذشته تا امروز
- شیوه حکیم صدرا در سلوک عقلی
- کتابفروشان صاحب قلم
- نظریه تشکیک در وجود در حکمت ایران باستان و فلسفه اسلامی
- نگاهی به تاریخ و عقاید اسماعیلیه
- شناخت دقیق از فلسفه جدید غرب، مقدمه کتاب فرهنگ تطبیقی اصطلاحات فلسفی
- همکاری در تصحیح و تنظیم 'الذریعه الی تصانیف الشیعه'
- با عین القضات و آیین فرا فرقه ای
- گامی چند با دو شارح ابن عربی
- با شیخ اشراق در مطالعات اصولی
- بیست و سه گفتار در فلسفه و عرفان و تاریخ و ادبیات
- جامع البین، شرح شهید اول بر تهذیب الاصول علامه حلی
- شرح لمعات، عبدالله برزش آبادی
- حسن بصری، گنجینه دار علم و عرفان
- پیام فیلسوف
- آزادی و استبداد و ابعاد هر یک از نگاه آخوند خراسانی
- دیدگاه‌های آخوند خراسانی و شاگردانش
- حسن بصری افسانه یا واقعیت (متن مناظرات شفاهی و مکتوب استاد ثبوت و دکتر نصرالله حکمت)
- آخوند خراسانی و حکومت اسلامی (متن مناظرات شفاهی و مکتوب استاد ثبوت و آقای حمید پارسانیا).[۸][۹]